# High Island (Bronx)
High Island est une île privée inhabitée qui fait partie des îles Pelham dans le Bronx, à New York aux États-Unis.

## Géographie
High Island se situe à l'est de l'extrémité nord de City Island entre City Island Harbor et Pelham Bay dans le Long Island Sound. Elle est reliée à City Island par un banc de sable qui émerge à marée très basse, ainsi que par un petit pont privé.
Autrefois utilisée comme carrière de pierres puis comme station balnéaire, l'île sert aujourd'hui de support à deux émetteurs et antennes de stations de radio.

## Histoire
High Island était autrefois connue sous le nom de Shark Island en raison des nombreux requins de sable qui nageaient dans les eaux voisines de Pelham Bay. L'île est relativement haute avec une forme semblable à une boule de gomme, faisant ainsi allusion à l'origine de son nom actuel.
Elisha King a acheté l'île en 1829 pour extraire des pierres. Au cours des années 1920, la famille Miller a exploité une communauté de chalets de location d'été pouvant loger environ 40 familles. En 1961, l'île est achetée pour être utilisée pour les tours de transmission radio.
Depuis 2017, l'île entière ainsi que deux émetteurs, appartiennent à Audacy, Inc. (en) Elle abrite les émetteurs et les tours d'antenne pour WCBS (AM) et WFAN (AM), qui sont propriétés d'Entercom. Auparavant, l'installation WCBS était située sur l'île voisine de Columbia, dans le comté de Westchester, à New York.
Le 27 août 1967, un petit avion privé s'est écrasé dans la tour radio, détruisant l'antenne et supprimant WCBS et WNBC, la veille du lancement du format de toutes les nouvelles de WCBS. Les deux stations ont pu emprunter des installations de transmission à proximité pendant environ une semaine, jusqu'à ce qu'une tour de secours puisse être érigée sur High Island. Le remplacement permanent a été construit avec une deuxième tour (plus courte) comme secours d'urgence.
La plus haute des tours mesure 167 mètres. La tour la plus petite mesure 91,4 mètres et a été construite en 2001 pour remplacer la tour d'urgence érigée en 1967. La proximité de ces deux stations de radio AM a parfois causé des interférences sur les téléphones et les équipements électroniques à proximité de City Island. High Island n'est qu'une installation de transmission radio AM. Elle n'a pas de studios ou de locataires de tour, à part les deux stations de radio AM. WCBS-AM et WFAN-AM diffusent depuis des studios situés au Hudson Square Broadcast Center à Manhattan.
L'île est actuellement inhabitée. Une résidence de gardien à plein temps a été utilisée de 1961 à 2007. Elle est entretenue par les ingénieurs et les entrepreneurs des stations de radio. Les progrès de la technologie de diffusion et de sécurité ont rendu la surveillance à distance à la fois de l'équipement radio et de la propriété physique plus réalisable qu'au cours des années précédentes, où une présence humaine à plein temps était requise.